# Aeroportul Rio Verde
Aeroportul Rio Verde (IATA: RVD, ICAO: SWLC) este un aeroport din Goiás, Região Centro-Oeste do Brasil⁠(d), Brazilia ce deservește zona Rio Verde. Aeroportul a fost tranzitat în 2022 de 33.296 de pasageri. A fost numit după zona deservită.
Situat la o altitudine de 751 m, aeroportul dispune de 1 pistă.

## Infrastructură

### Piste
Aeroportul dispune de o singură pistă. Pista 3/21 are suprafața de asfalt și dimensiunile 1.500 m × 30 m. 